# Frans Jacob Otto Boijmans
Mr. Frans Jacob Otto Boijmans, (Maastricht, 1 november 1767 - Utrecht, 19 juni 1847) was een verzamelaar, wiens collectie de basis vormde voor Museum Boijmans in Rotterdam.
Boijmans stierf op 19 juni 1847 en ligt begraven op Begraafplaats Soestbergen in Utrecht. Hij liet zijn verzameling schilderijen na aan de gemeente Rotterdam. Hieraan waren langdurige onderhandelingen voorafgegaan op initiatief van de toenmalige burgemeester Bichon van IJsselmonde. Rotterdam bood aan om de collectie onder te brengen in het in 1841 door Rotterdam aangekochte Schielandshuis. Acht dagen voor de dood van Boijmans kwamen de onderhandelingen rond. Op 3 juli 1849 werd het Museum Boijmans in Het Schielandshuis geopend.
- Biografisch Portaal: 69141068
- Digitale Bibliotheek voor de Nederlandse Letteren: boym002
- Gemeinsame Normdatei: 1049947797
- International Standard Name Identifier: 0000 0003 9403 6719
- Nederlandse Thesaurus van Auteursnamen: 273421239
- RKD-Nederlands Instituut voor Kunstgeschiedenis: 424797
- Système universitaire de documentation: 19315188X
- Virtual International Authority File: 75149066611965602115